# Hohberg
Hohberg è un comune tedesco di 8 331 abitanti, situato nel land del Baden-Württemberg.